# John Sheffield, 1. vévoda z Buckinghamu a Normanby
John Sheffield, 1. vévoda z Buckinghamu a Normanby (John Sheffield, 1st Duke of Buckingham and Normanby, 1st Marquess of Normanby, 3rd Earl of Mulgrave, 5th Baron Sheffield) (8. září 1647, Londýn, Anglie – 24. února 1721, Londýn, Anglie) byl anglický dvořan a politik ze starobylého šlechtického rodu. Patřil k toryům a stoupencům Stuartovců. S velkými časovými odstupy zastával přední funkce u dvora (nejvyšší komoří 1685-1688, nejvyšší hofmistr 1710-1711), byl také členem vlády. Celkem čtyřikrát musel z politických i soukromých důvodů rezignovat na své postavení, během své kariéry nicméně dosáhl titulů markýze (1694) a vévody (1703), byl též rytířem Podvazkového řádu. Uplatnil se jako spisovatel a básník. Nejvýznamnějším odkazem na jeho osobnost je Buckinghamský palác, který nechal postavit po roce 1703. Palác prodali potomci v roce 1761 králi Jiřímu III. a dnes je oficiálním sídlem královské rodiny.

## Životopis

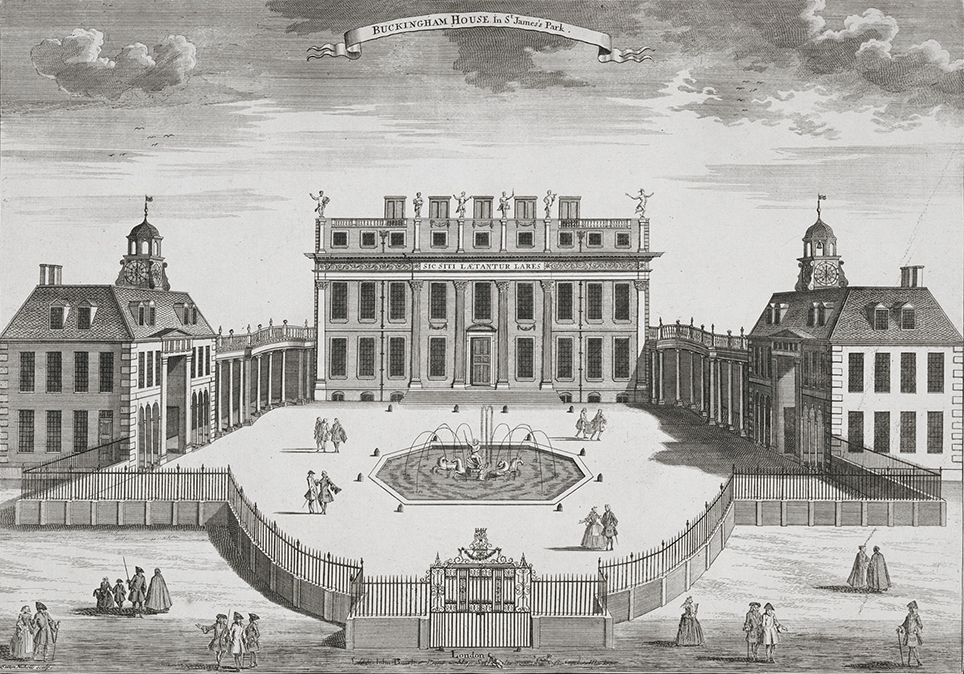
Buckinghamský palác (1710)

Pocházel ze starobylého rodu Sheffieldů připomínaného od 13. století, narodil se v Londýně jako jediný syn Edmunda Sheffielda, 2. hraběte z Mulgrave (1611-1658), po matce Elizabeth Cranfield byl vnukem prvního ministra 1. hraběte z Middlesexu. V dětském věku zdědil po otci rodové tituly, po obnovení monarchie vstoupil do Sněmovny lordů (1660). V osmnácti letech vstoupil do námořnictva a zúčastnil se anglo-nizozemských válek, brzy dostal samostatné velení válečné lodi. Souběžně sloužil v armádě a dosáhl hodnosti plukovníka (1673), krátce působil pod velením francouzského maršála Turenna. V roce 1674 získal Podvazkový řád a zastával hodnosti u dvora. V letech 1676-1682 byl guvernérem v Hullu a v roce 1680 namísto nečekaně zemřelého hraběte z Ossory převzal velení expedice do Tangeru. Od roku 1681 byl též členem Tajné rady.
V roce 1682 se musel vzdálit od dvora kvůli příliš důvěrnému vztahu s princeznou Annou a ztratil některé své funkce, ale po nástupu Jakuba II. opět zaujal přední pozice a podporoval královu katolickou politiku. V letech 1685-1688 byl lordem nejvyšším komořím, obdržel také řadu čestných postů ve správě hrabství York, Northumberland, a Durham. Po slavné revoluci se sice podřídil nové vládě Viléma Oranžského, ale ztratil své vlivné postavení a byl i vyloučen z Tajné rady. Až v roce 1694 byl znovu jmenován členem Tajné rady a získal titul markýze z Normanby. K vysokým úřadům se dostal znovu až po nástupu královny Anny, což pramenilo z jejich blízkého vztahu v minulosti. V letech 1702-1705 byl lordem strážcem tajné pečeti a jako jeden z hlavních aktérů jednání o anglicko-skotské unii získal v roce 1703 titul vévody z Buckinghamu a Normanby. Kvůli sňatku s nemanželskou dcerou Jakuba II. musel v roce 1705 opět rezignovat na své postavení, ale v závěru vlády královny Anny jako stoupenec toryů znovu zastával vysoké funkce. Byl lordem nejvyšším hofmistrem (1710-1711) a prezidentem Tajné rady (1711-1714), mimoto získal post lorda místodržitele v hrabství Middlesex (1711-1714). Po smrti královny Anny byl členem regentské rady, ale po nástupu Jiřího I. musel jako přední tory odejít do ústraní.

## Rodinné a majetkové poměry
Jeho první manželkou byla Ursula Stawell (1661-1697), dcera plukovníka George Stawella, podruhé se oženil s Catherine Greville (1665-1703), vdovou po 3. hraběti z Gainsborough. Jeho třetí manželkou byla od roku 1705 Catherine Darnley (1682-1743), nemanželská dcera Jakuba II. a vdova po 3. hraběti z Anglesey. Ze třetího manželství pocházeli tři synové, z nichž dva zemřeli v dětství (John Sheffield, markýz z Normanby, 1710-1710; Robert Sheffield, markýz z Normanby, 1711-1715). Třetí syn Edmund Sheffield, 2. vévoda z Buckinghamu a Normanby (1716-1735), sloužil v armádě a byl pobočníkem svého strýce vévody z Berwicku, zemřel na tuberkulózu v Itálii. Jeho úmrtím titul vévody zanikl.
Vévoda z Buckinghamu a Normanby měl také početné nelegitimní potomstvo, nemanželský syn Sir Charles Sheffield (1704-1774) zdědil v roce 1735 část rodových statků a v roce 1755 získal titul baroneta. V roce 1761 prodal králi Jiřímu III. Buckinghamský palác za 21 000 liber.
Kromě Buckinghamského paláce byl jeho sídlem zámek Mulgrave Castle (Yorkshire), který sňatkem přešel na rodinu Phippsů. Phippsové později získali titul hrabat z Mulgrave (Henry Phipps, 1. hrabě z Mulgrave) a nakonec i titul markýzů z Normanby (Constantine Phipps, 1. markýz z Normanby), i když zámek Normanby Hall (Lincolnshire) byl až do roku 1963 v majetku nemanželského potomstva vévody z Buckinghamu v linii baronetů Sheffieldů.